# Hebersham, New South Wales
Hebersham este o suburbie în Sydney, Australia.